# باريس في الحرب العالمية الثانية

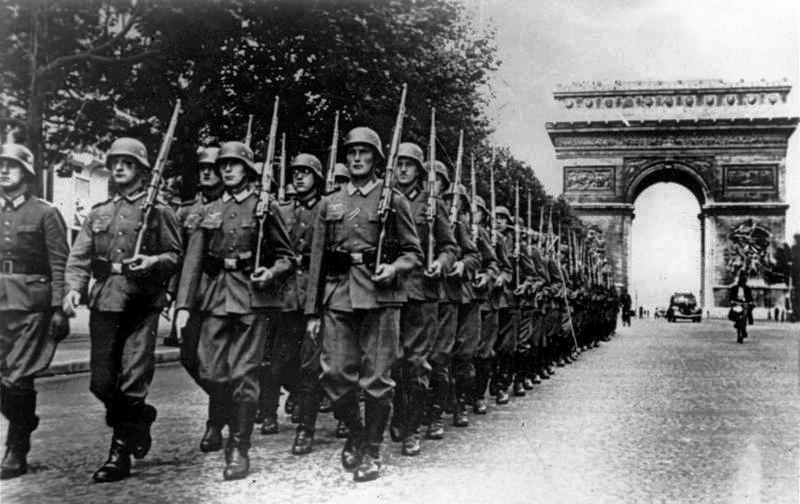
مسيرة للجنود الألمان في شامب إليزيه في بارس في 14 يونيو 1940

بدأت باريس في تجهيز نفسها للحرب في سبتمبر 1939، عندما هاجمت ألمانيا النازية بولندا، ولكن الحرب بدت بعيدة حتى العاشر من مايو 1940، عندما هاجم الألمان فرنسا وهزموا الجيش الفرنسي بسرعة. وغادرت الحكومة الفرنسية باريس في العاشر من يونيو، واحتل الألمان المدينة في الرابع عشر من ذات الشهر. وأثناء الاحتلال، انتقلت الحكومة الفرنسية إلى فيشي، وكانت باريس خاضعة لحكم المؤسسة العسكرية الألمانية والمسؤولين الفرنسيين الذين وافق عليهم الألمان.
كان الاحتلال بالنسبة للشعب الباريسي سلسلةً من الإحباطات والنقص والإذلال. وكان حظر التجول ساريًا من التاسعة مساءً إلى الخامسة صباحًا؛ وأصبحت المدينة مظلمة ليلًا. وفي سبتمبر 1940، فُرض تقنينٌ للغذاء والتبغ والفحم والملابس.
وكان المعروض في كل عام يزداد ندرةً والأسعار في ارتفاع. غادر مليون باريسي المدينة إلى المقاطعات حيث كان هناك المزيد من الطعام وعدد أقل من الألمان. ولم تشتمل الصحافة الفرنسية والإذاعة إلا على الدعاية الألمانية.
أُجبر اليهود في باريس إلى ارتداء شارة نجمة داوود الصفراء، ومنعوا من مزاولة مهن معينة ومن التواجد في الأماكن العامة. وفي الفترة من 16 إلى 17 يوليو 1942، قامت الشرطة الفرنسية باعتقال 13152 يهوديًّا، من بينهم 4115 طفلًا و 5919 امرأة بناء على أوامر من الألمان، وأرسلوا إلى معسكر الاعتقال في أوشفيتز.
حدثت أول مظاهرة ضد الاحتلال قام بها طلاب باريس في 11 نوفمبر 1940. ومع استمرار الحرب، تم إنشاء جماعات وشبكات سرية مناهضة لألمانيا، بعضها موالٍ للحزب الشيوعي الفرنسي، وبعضها الآخر للجنرال شارل ديغول في لندن. وكتبوا شعارات على الجدران، ونظموا صحافة سريّة، وهاجموا الضباطِ الألمان في بعض الأحيان. وكانت الأعمال الانتقامية التي نفذها الألمان سريعة وقاسية.
وفي أعقاب غزو الحلفاء لنورماندي في السادس من يونيو 1944، بدأت المقاومة الفرنسية في باريس انتفاضة في التاسع عشر من أغسطس 1944، فاستولت على مقر الشرطة ومبانٍ حكوميّة أُخرى. وفي 29 أبريل و 13 مايو 1945، أُجريت أول انتخاباتٍ بلدية بعد الحرب، صوتت فيها المرأة الفرنسية لأول مرة.

## الاستيلاء
في ربيع عام 1939، كانت الحرب مع ألمانيا تبدو حتمية بالفعل. وفي باريس، أُجريت أول مناورات دفاعية في 2 فبراير. وبدأ عمال المدينة في حفر عشرين كيلومترًا من الخنادق في ساحات المدن والمتنزهات لاستخدامها كملاجئ من القنابل. وفي 10 مارس، بدأت المدينة توزيع الأقنعة الواقية من الغاز على المدنيين، وفي 19 مارس، وضعت لافتاتٌ توجه سكان باريس إلى أقرب ملجأ. في الثالث والعشرين من أغسطس فوجئ السكان حين قرأوا أنّ وزير الخارجية الألماني يواكيم فون ريبنتروب والوزير الروسي فياتشيسلاف مولوتوف وقعا على ميثاق عدم الاعتداء بين هتلر وستالين. رحبت صحيفة «أنومانيتي» اليومية للحزب الشيوعي الفرنسي بالميثاق، وكتبت: «وفي الوقت الذي يقدم فيه الاتحاد السوفييتي مساهمة جديدة وملموسة في حماية السلام، الذي يتعرض للتهديد باستمرار من المحرضين الفاشيين على الحرب، يوجه الحزب الشيوعي الفرنسي أحر تحياته إلى بلد الاشتراكية وحزبه وزعيمه الكبير ستالين». وفي باريس، استولت الشرطة على نسخ الصحيفة وصحيفة «سي سوير» الشيوعية الأخرى، وعلّقت نشرها. وفي 31 أغسطس، بدأت الحكومة الفرنسية، التي ترقبت حصول القصف، في إجلاء 30 ألف طفل من المدينة إلى مناطق خارج باريس. في تلك الليلة، تم إطفاء أضواء الشوارع كإجراء ضد الغارات الجوية الألمانية. في 1 سبتمبر، وصلت أخبار إلى باريس تفيد بأن ألمانيا غزت بولندا، وعلى الفور قامت فرنسا بإعلان الحرب على ألمانيا.
وفي 27 أغسطس، وتحسّبًا للغارات الجوية، بدأ العمّال في هدم النوافذ الزجاجية الملونة لسانت-شابيل. وفي نفس اليوم، بدأ أمناء متحف اللوفر، الذين تم استدعائهم من العطلة الصيفية، بمساعدة مجموعة من المتاجر القريبة في لا ساماريتين وبازار دو إل هوتل دي فيل، في فرز وتعبئة الأعمال الفنية الرئيسية، والتي وُضعت في الصناديق ووُصفت بالأرقام فقط لإخفاء محتوياتها. وُضع تمثال النصر المجنح لسموثراتشي بعناية على الدرج الطويل على منحدر خشبي لوضعه على شاحنة لنقله إلى شاتو دي فالينساي في مقاطعة إندر.
تم حماية المعالم المعمارية للمدينة بأكياس رمليّة. وانتظر الجيش الفرنسي في تحصينات خط ماغينو، بينما صدر في باريس بطاقات حصص للبنزين، ووضعت قيود على بيع اللحوم، وفي فبراير 1940 صدرت بطاقات حصص غذائية؛ لكن المقاهي والمسارح ظلت مفتوحة.
كانت خطة الدفاع الفرنسية غير فعّالة تمامًا، في انتظار هجوم الألمان. فبعد ثمانية أشهر من الهدوء النسبي على الجبهة الغربية، ضرب الألمان فرنسا في العاشر من مايو 1940، متجاوزين بذلك خط ماغينو وتسلّلوا عبر نهر دنيس. وبحلول 15 مايو كانت فرق بانزر الألمانية على بعد 35 كيلومترا فقط من لاون في مؤخرة الجيشين الفرنسي والبريطاني، حيث سارع نحو القناة الإنجليزية. وفي 25 مايو أدرك البريطانيون أن المعركة خسرت وبدأوا بسحب جنودهم من شواطئ دونكيرك. وسرعان ما غُمرت باريس باللاجئين من منطقة المعركة. في الثالث من يونيو، قصف الألمان باريس وضواحيها للمرة الأولى، مستهدفين بشكل خاص مصنع سيتروين للسيارات. وقتل 254 شخصًا، من بينهم 195 مدنيًّا.
أقال رئيس الوزراء الفرنسي بول رينو قائده العسكري الأعلى موريس غاملين، وحلّ محله ماكسيم ويغان الذي بلغ من العمر 73 عامًا. كما عيّن فيليب بيتان البالغ من العمر 84 عامًا، وبطل الحرب العالمية الأولى، نائبًا لرئيس الوزراء. لم يؤمن ويجاند وبيتان بإمكانية هزيمة الألمان، وبدأوا يبحثون عن مخرج من الحرب.
في الثامن من يونيو كان من الممكن سماع صوت نيران المدفعية البعيدة في العاصمة. وخرجت قطارات مليئة باللاجئين من قصر أوسترليتز لم يُعلن عن وجهتها. في 10 يونيو، فرت الحكومة الفرنسية من باريس، أولا إلى «تور» ثم إلى بوردو. وحذا الآلاف من أبناء باريس حذوهم، فملأوا الطرق خارج المدينة بالسيارات، والحافلات السياحية، والشاحنات، والعربات، والدراجات، والمشاة. استغرق العدد الكبير من اللاجئين حوالي عشر ساعات وغطّى 30 كيلومترًا. وفي غضون أيام قليلة، كانت المناطق الأكثر ثراءً في المدينة مهجورة تقريبًا، كما هبط عدد سكان الدائرة 14 من الطبقة العاملة من 178 ألفًا إلى 49 ألف نسمة.
حثت هيئة الأركان العامة البريطانية الفرنسيين على الدفاع عن باريس شارعًا شارعًا، ولكن بيتان رفض الفكرة، وقال: «إن جعل باريس مدينة خراب لن يؤثر على القضية.» في 12 يونيو، أعلنت الحكومة الفرنسية في تور أن باريس مدينة مفتوحة، وأنه لن تكون هناك مقاومة. وفي الساعة 5:30 في صباح 14 يونيو، دخل أول ألماني المدينة في بورت دي لا فيليت ومشى في شارع دي فلاندريس باتجاه المركز.

## معرض صور

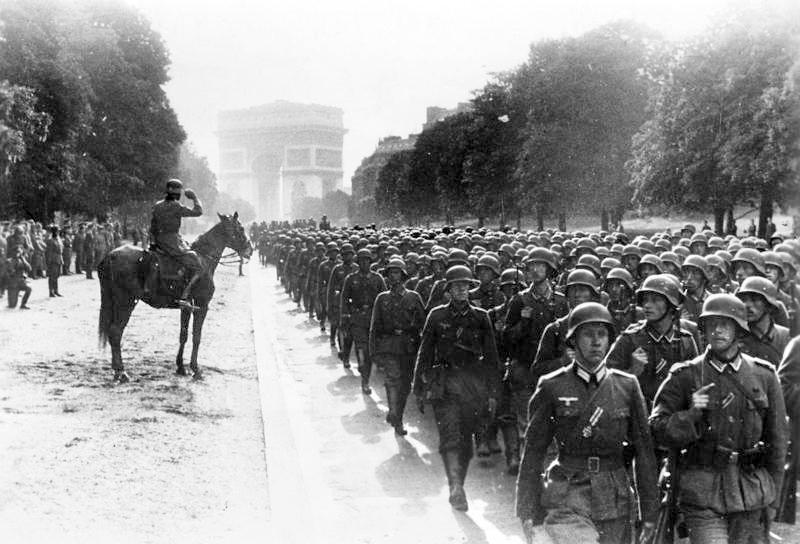
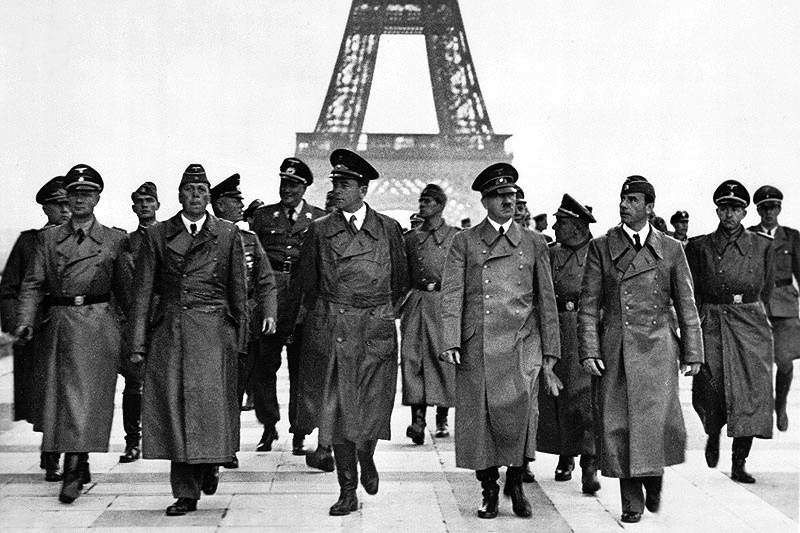
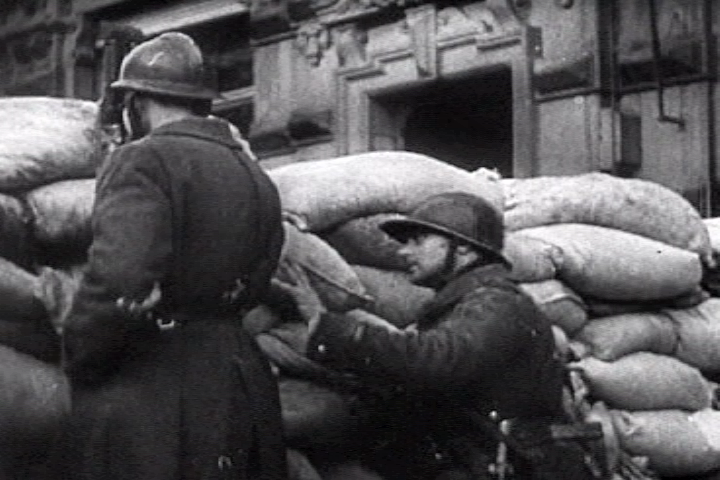